# X Development LLC
X Development LLC. (ранее известная как Google X) — американская компания в составе холдинга Alphabet, расположенная примерно в полумиле от штаб-квартиры Googleplex в Маунтин-Вью, Калифорния. Основана в январе 2010 года. 2 октября 2015 года, после полной реструктуризации Google в Alphabet, Google X стала независимой компанией холдинга Alphabet и была переименована в X Development LLC.
Основные направления деятельности компании — список из примерно 100 проектов перспективных технологий, таких как самоуправляемый автомобиль, очки дополненной реальности, доступ в Интернет с помощью воздушных шаров в стратосфере, обучаемая нейронная сеть, использующая распознавание речи и извлечение объектов из видео — например появление кошки в поле зрения, а также Интернет вещей.
Google X неоднократно отрицал, что ведёт работы, связанные с космическим лифтом, несмотря на неоднократные заявления со стороны третьих лиц в The New York Times в 2011 году.
На 23 мая 2013 Google приобрела американскую компанию Makani Power, которая производит летательные аппараты с ветровыми турбинами, что позволяет получать дешёвую энергию из возобновляемых источников.
Репортер журнала Businessweek, посетивший Google X в 2013 году, охарактеризовал его как «обычное двухэтажное здание из красного кирпича примерно в полумиле от главного кампуса Google. Перед фасадом находится фонтан и стоят велосипеды, на которых сотрудники ездят к главному кампусу».

## Некоторые проекты

### Проект Glass

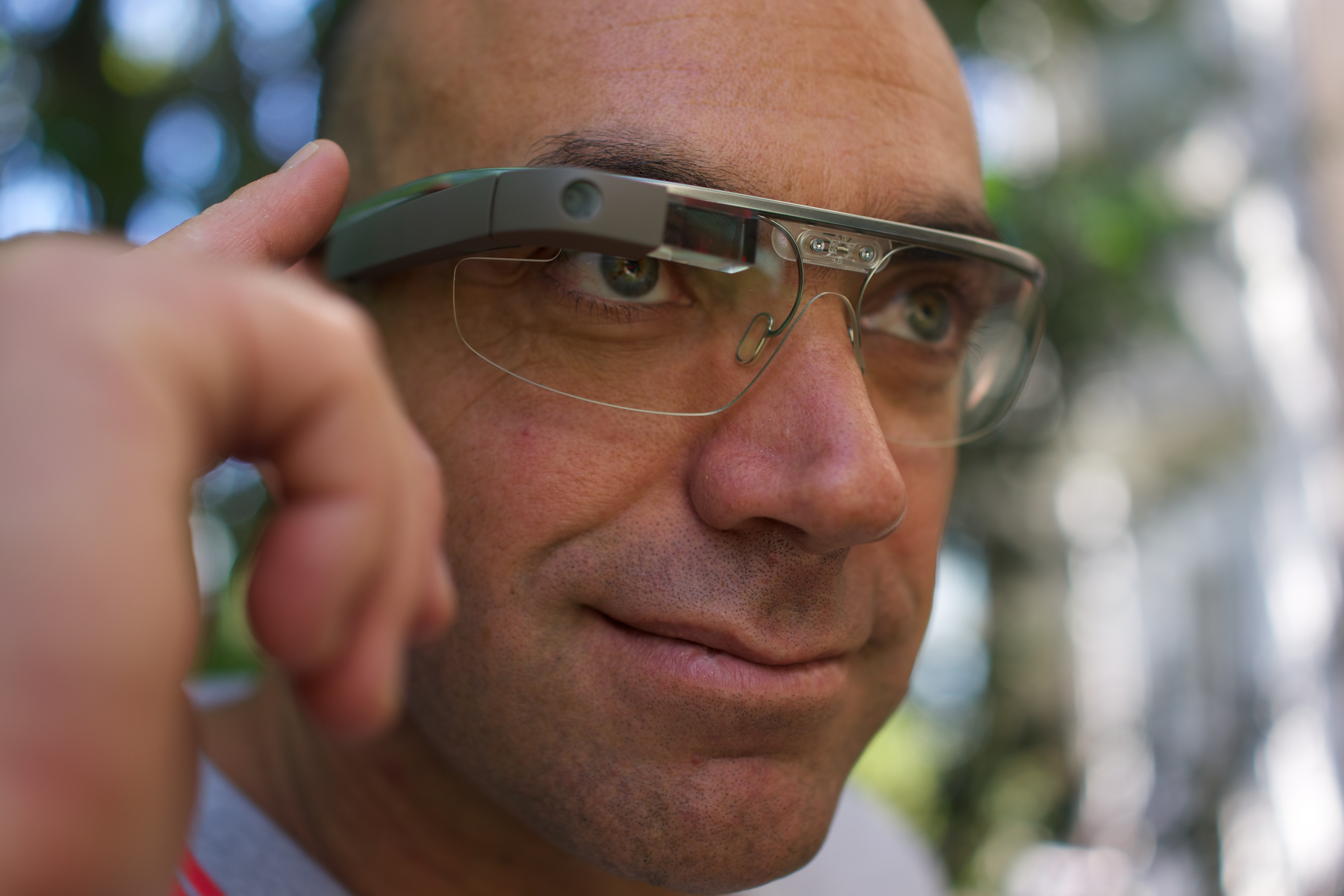
Google Glass, управляемые встроенным тачпадом.

Google Glass — проект исследований и разработок по созданию очков-дисплея дополненной реальности. Целью проекта является получение в режиме hands-free информации, доступной в настоящее время для большинства пользователей смартфонов, и предоставление возможности пользования Интернетом с помощью команд, отдаваемых на естественном языке.

### Беспилотный автомобиль Google

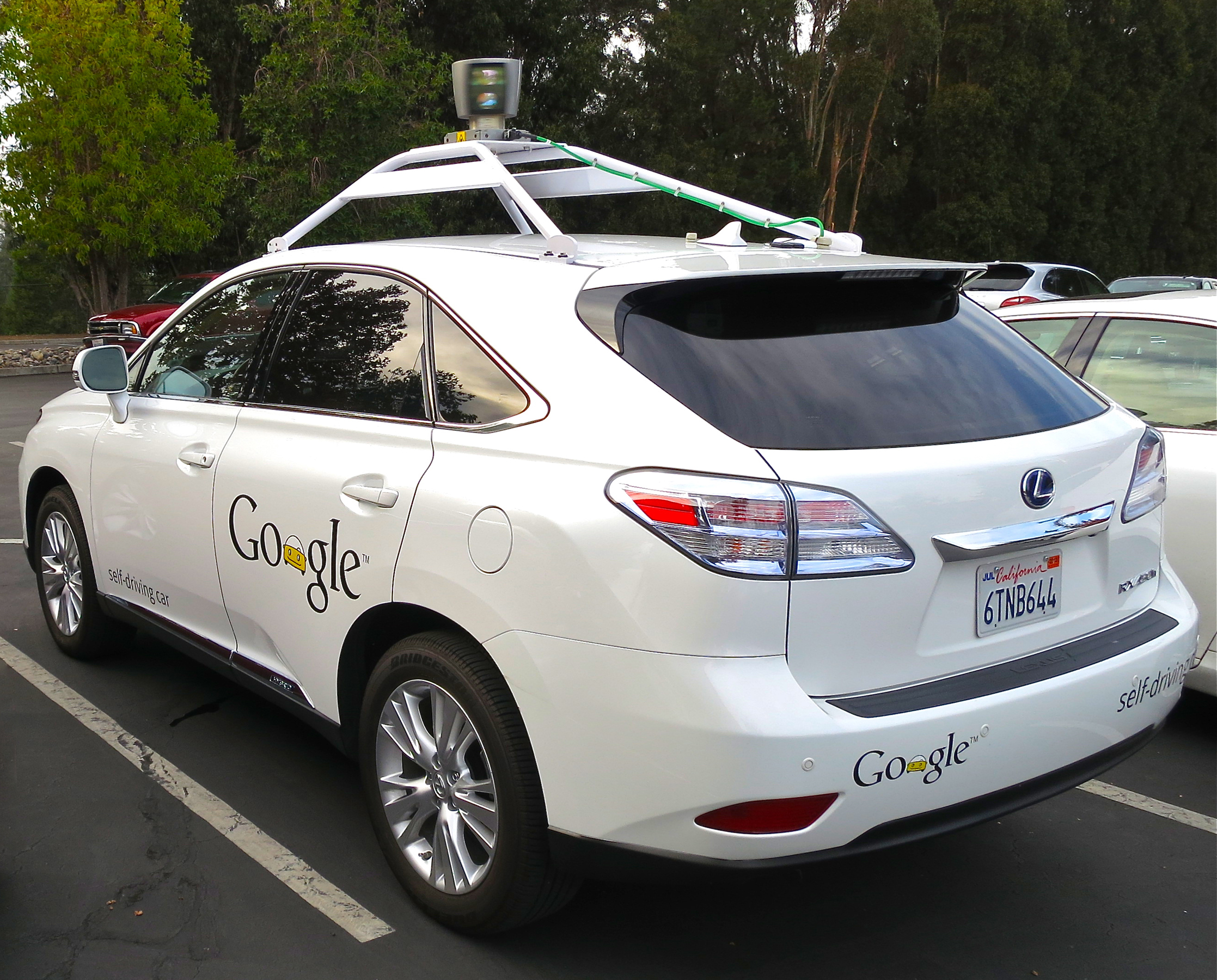
Lexus RX450h, переделанный в беспилотный автомобиль Google

Беспилотный автомобиль Google — проект Google X, который заключается в разработке технологии для вождения машины без водителя. В настоящее время проект возглавляет инженер Себастьян Трун, директор Стэнфордской лаборатории искусственного интеллекта и один из разработчиков Google Street View. Команда Труна в Стэнфорде создала робот-автомобиль «Стэнли», который выиграл в 2005 году гонки DARPA Grand Challenge и получил приз $2 млн от министерства обороны США. Команда разработчиков состояла из 15 инженеров, работающих на Google, в неё входили Крис Урисон, Майк Монтемерло и Энтони Левандовский.
Власти штата Невада в июне 2011 года приняли закон о возможности вождения автомобиля без водителя на территории штата, пролоббированный компанией Google. «Водительские права» были выданы на машину Toyota Prius, модифицированную с помощью разработанной Google экспериментальной технологии вождения без участия человека. В августе 2012 года группа разработчиков объявила, что они наездили 300 тысяч миль на автомобиле без участия водителя, без аварий, при этом, как правило, на дороге постоянно было порядка десятка автомобилей.

### Проект Loon

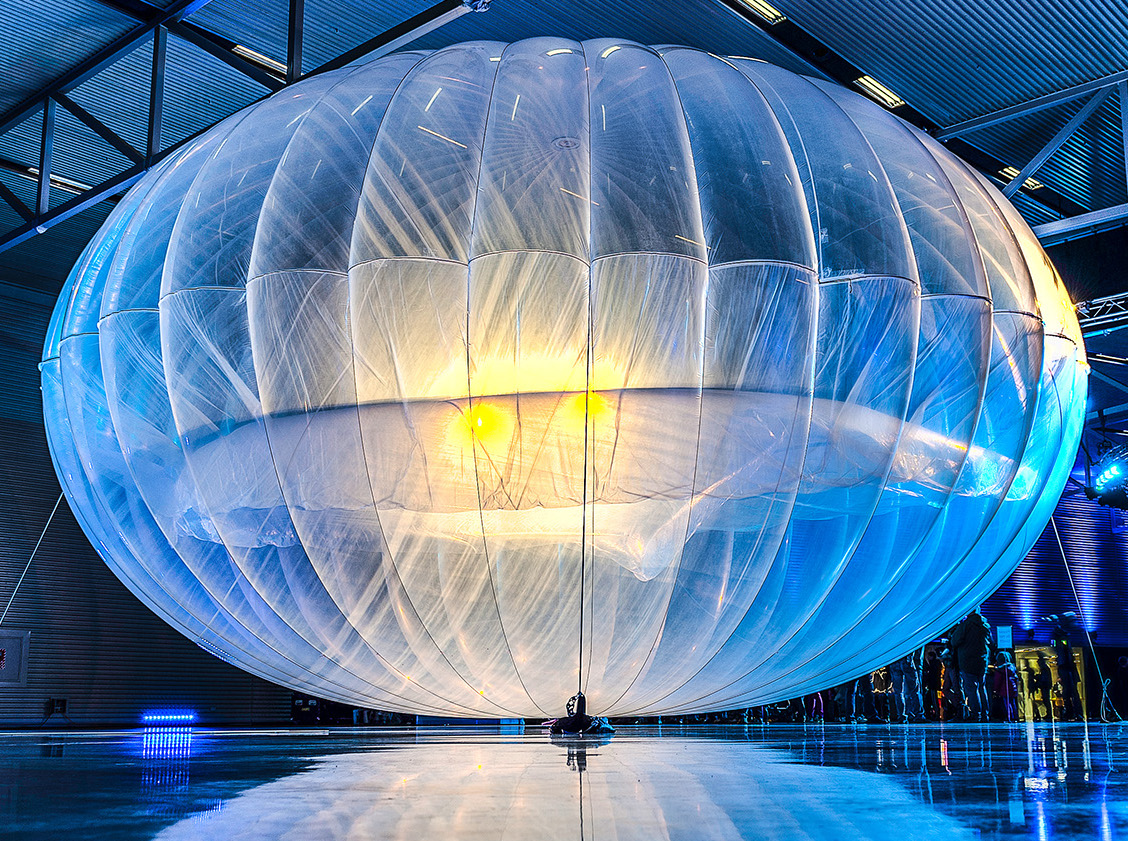
Исследовательский воздушный шар проекта «Лун».

Проект «Лун» (англ. Project Loon) — проект, разрабатываемый X с целью предоставления доступа в Интернет всем жителям Земли, независимо от места проживания. Эту возможность должны обеспечить воздушные шары, запущенные в стратосферу на высоту около 20 км, путём создания воздушной беспроводной сети с поддержкой скорости доступа уровня 3G и LTE. На данный момент шары проекта Google Loon уже пролетели более 1 500 000 километров.

### Проект Wing
Project Wing представляет собой основанную на дронах систему доставки грузов и имеет много общего с Amazon Prime Air, анонсированным в 2013 году. Google также предлагает использовать эти дроны для ликвидации последствий от различных стихийных бедствий, быстро доставляя предметы первой необходимости.
Летательные аппараты Project Wing представляют собой некий гибрид самолёта и вертолёта. Они взлетают и садятся вертикально, но в воздухе они переворачиваются и принимают горизонтальное положение. Изделие оснащается четырьмя пропеллерами и приводится в движение электрическим мотором. Размах крыльев составляет 1,5 м, а масса — 8,62 кг. Отличительной особенностью БПЛА Google является механизм отгрузки товара. Чтобы сбросить груз, он не садится на землю, а делает это с воздуха. Для этого используется контейнер для груза, отсоединяемые крепления и встроенная лебёдка с леской. Подобный дизайн существенно повышает безопасность и исключает возможность пореза пропеллером дрона во время получения посылки.
В июне 2017 года руководители проекта объявили о проведении успешных испытаний системы слежения за воздушным трафиком дронов, целью которых было исследование возможности управления растущим числом беспилотных авиационных систем в воздушном пространстве. Система показала, что может успешно быть «диспетчером» для нескольких беспилотников разного вида и разных производителей и подбирать для них безопасные маршруты по воздуху, избегая столкновения, чего раньше удавалось достичь лишь вручную управляя каждым дроном.
В июле 2018 года проект Wing был выделен в отдельную компанию.

### Verily
Биомедицинское подразделение Alphabet Inc. ведёт исследования в области здравоохранения. В частности, разрабатываются «умные» контактные линзы.